# Fernand Lopez
Fernand Lopez Owonyebe (né le 12 novembre 1978) est un ancien combattant et entraîneur franco-camerounais de MMA (mixed martial arts, arts martiaux mixtes). Il est connu essentiellement pour avoir co-fondé le MMA Factory, l'une des plus grandes salles de MMA en France, où il est coach et directeur sportif. Il a entraîné de nombreux combattants tels que Francis Ngannou ou encore Ciryl Gane, tous deux anciennement champions Ultimate Fighting Championship (UFC). Il est depuis 2019 directeur du ARES Fighting Championship.

## Biographie

### Jeunesse
Fernand Lopez est né de parents enseignants,, en 1978 dans le village de Lekié au Cameroun et a grandi à Yaoundé.
Dans sa jeunesse, pour qu'il puisse se protéger des intimidations, son père l'inscrit à différents sports de combats ou arts martiaux tels que taekwondo, boxe, judo et lutte.
En 1997, Lopez immigre en France où il travaille en tant qu'ingénieur électrotechnique,. En parallèle, il suit des études dans le domaine du sport à l'INSEP et pratique le rugby. Cependant, une blessure au niveau des cervicales l'écarte des terrains et il a recours à la chirurgie pour la traiter. Il ne pourra bouger son cou durant 3 ans,. Durant cette période, Lopez découvre le Jiu-Jitsu brésilien (JJB) ce qui le conduit vers les arts martiaux mixtes (MMA).

### Etudes et formation
Fernand Lopez a obtenu un BTS électrotechnique mais s'est très vite intéressé au sport. Il est diplômé de Institut national du sport, de l'expertise et de la performance Paris XII en performance sportive et en préparation physique. Il obtient également plusieurs Diplômes d'État dans quatre disciplines de combat. Par la suite, il deviendra lui-même intervenant extérieur dans le cadre de la formation à l’INSEP.

### Carrière de combattant en arts martiaux mixtes
Lopez rejoint la Free Fight Academy, salle de Mathieu Nicourt, où il est d'abord entraîné au Jiu-Jitsu brésilien (JJB). Une fois sa blessure soignée, il s'entraîne à d'autres sports : la lutte et la boxe notamment le 11 mars 2006, Lopez fait ses débuts professionnels en MMA après un an d'entraînement. Le combat a lieu aux Xtreme Gladiators 2 où il soumet Cedric Deschamps par étranglement au premier round.
La carrière professionnelle de Lopez durera 4 ans, entre 2006 et 2010,. Il combat dans différentes organisations (comme M1 Global et Shooto), pour un palmarès total de dix victoires et sept défaites.

### Carrière d'entraîneur
Il fonde le club MMA Factory avec Benjamin Sarfati, avec lequel il dirige et entraîne des combattants de MMA qu'il inscrit en compétition à différentes organisations.
Au départ, cette salle compte seulement deux pratiquants, mais grandit très vite pour devenir la plus grande salle de France comptant plus de 600 licenciés. La MMA Factory est l'une des trois salles à entrer en partenariat avec Reebok.
Le plus remarquable des combattants issu de la MMA Factory est Francis Ngannou, qui devient champion UFC poids lourds en 2021 après avoir battu Stipe Miocic à l'UFC 260.
Alors que Francis Ngannou a 26 ans, il quitte le Cameroun, son pays natal, pour la France afin de poursuivre son rêve de devenir boxeur professionnel,. Didier Carmont rencontre Ngannou le présente à Lopez au sein de la MMA factory. Lopez repère le potentiel de Ngannou et le convainc d'essayer les arts martiaux mixtes. Lopez offre à Ngannou, alors sans domicile, des équipements de MMA et l'autorise à s'entraîner et dormir à la salle gratuitement,,,. Lopez et Ngannou travaillent ensemble jusqu'à ce que Ngannou obtienne à l'UFC un contrat et une série de victoires qui lui permettent de prétendre à un combat pour le titre mondial. Lopez subit de nombreuses critiques après la défaite de Ngannou face à Stipe Miocic lors de l'UFC 220 et dès lors, la relation entre Lopez et Ngannou se détériore,, jusqu'à ce que Ngannou quitte la MMA Factory,.
Lopez entraîne également Ciryl Gane qui remporte le titre de champion UFC poids lourds par interim après avoir battu  Derrick Lewis le 7 août 2021, à l'UFC 265,.
Lopez a également entraîné de nombreux autres combattants, comme Nassourdine Imavov, Ion Cuțelaba Taylor Lapilus.

### Carrière d'entrepreneur
Après s'être retiré des combats professionnels, Lopez devient entraîneur de MMA au Free Fight Academy pendant quelques années avant d'ouvrir sa propre salle. En 2013, Lopez et s'associe avec Vincent Trébalo, policier à la brigade anti-criminalité, pour créer la salle "Cross Fight" qui sera renommée ensuite "MMA Factory",.
Le 1er décembre 2017, Fernand Lopez (président de l’agence) fonde avec Benjamin Sarfati (directeur général) la “Management Factory”, une agence de gestion de carrière des athlètes. L’agence a pu accompagner et soutenir la carrière de plusieurs d'athlètes depuis sa fondation, dont Véronica Macédo et Damien Lapilus.
Fernand Lopez est également le fondateur du Fight Management College, une école de formation spécialisée dans l’encadrement des sports de combat, qui délivre le diplôme d’Etat CC-MMA “Encadrer les arts martiaux mixtes”, après la légalisation de la pratique du MMA en France.
En 2019, Fernand Lopez est recruté par Vivendi sports pour créer la Ligue professionnelle d’Arts Martiaux Mixtes (MMA) basée à Dakar, l’ARES Fighting Championship. Il en sera le directeur sportif de 2019 à 2021. En 2021, il en fait l’acquisition, avec Benjamin Sarfati comme président.

## Combattants les plus célèbres
Lopez entraine ou a entraîné de nombreux combattants. Les plus connus d'entre eux :
- Francis Ngannou - ancien champion UFC poids lourds[26]
- Ciryl Gane - ancien champion UFC poids lourds par interim[26],[4]
- Ion Cuțelaba[21]
- Taylor Lapilus[22]
- Christian M'Pumbu[27]
- Nassourdine Imavov[4]
- Mickael Lebout
- Karl Amoussou
- Baysangur Chamsoudinov
- Veronica Hardy
- Abdoul Abdouraguimov
- Jérôme Le Banner - « Jérôme Le Banner 46 ans remporte son combat de kickboxing par KO », Actumma.com,‎ 29 juillet 2019 (lire en ligne )
- Rameau Thierry Sokoudjou Nkamhoua

## Vie privée
Fernand Lopez est marié à Charlotte Dipanda (chanteuse) depuis le 15 avril 2023. Il est le père de deux filles nées de précédentes relations.

## Controverses et condamnations

### Condamnation pour violences conjugales
Le 4 septembre 2019, Fernand Lopez est condamné à quatre mois de prison avec sursis par décision du tribunal correctionnel de Bobigny pour avoir « exercé volontairement des violences, en l’espèce en lui portant plusieurs coups au visage et en lui faisant un étranglement » commis le 13 juillet 2018 à l'encontre de son ex-femme, Cécile Giornelli.
Cédric Doumbé a porté des accusations de violences conjugales contre Fernand Lopez à la suite de sa victoire au PFL Europe 3. Il a affirmé avoir été témoin d'un incident alors qu'il était au téléphone avec l'ex-compagne de Lopez. Plusieurs déclarations et révélations ont été faites par des personnalités clés sur les réseaux sociaux au cours de cette période.